# Бидермайер
Времето на стила Бидермайер обхваща периода между 1815 г. – годината на Виенския конгрес и Наполеоновите войни, и 1848 г. – годината на Европейските революции (виж Френска революция (1848), Италианска революция 1848/49, Германска революция 1848/49, Австрийска революция 1848/49 и Унгарска революция (1848-1849)).
Стилът се развива в държавите на Германския съюз и е тясно свързан с понятието Реставрация, което се отнася към държавно политическото развитие след края на Наполеоновата епоха и Виенския конгрес. Въпреки че самият термин е исторически, той се използва предимно за обозначаване на артистичните стилове, които се появяват в литературата, музиката, изобразителното изкуство и вътрешния дизайн.
Понятието Бидермайер се отнася от една страна до създаващата се по това време култура и изкуство на буржоазията (напр. в домашното музициране, вътрешната архитектура и в модата на облеклата), а от друга страна до литературата, често оценявана като „консервативна“. Типично е бягството в идилията и частния живот.

## Произход
Периодът Бидермайер не е свързан толкова с период от време, колкото с определено настроение и тенденции, които произтичат от историческите събития в Европа по това време. Има две движещи сили за развитието на периода. Първата е нарастващата урбанизация и индустриализация, които водят до появата на нов вид средна класа и нов вид потребител. Бидермайер отразява нуждите и вкусовете на „малките хора“: дребни чиновници, занаятчии и търговци. Те избягват бурите на политическата действителност и търсят едно мирно, спокойно съществувание със скромни средства.
Втората е нарастващото политическо потисничество на Клеменс фон Метерних след края на Наполеоновите войни. Множеството забрани карат творците да се насочат към домашните и (поне за пред обществото) неполитическите теми. Писатели, художници и музиканти остават в безопасните територии на изобразяване на домашния живот на средната класа.

## Мебелен дизайн и вътрешна декорация
Бидермайер оказва влияние върху мебелния дизайн в Германия в периода 1815 – 1848, като основен принцип е практичността. Благодарение на многобройните нововъзникнали германски държави, стилът се разпространява и в Скандинавия. След западането на Бидермайер, под влияние на историцизма се появяват нови стилове.
През този период се подчертават изчистените линии, а орнаментите са сведени до минимум. На фона на светлите стени се откроява топлият бледокафяв цвят на мебелите, вратите и прозорците. Подът е покрит с килим, а на стените висят модните за онова време силуетни образи от черна хартия в кръгли или овални рамки, миниатюрни картини, акварели или гравюри. Завесите са изработени от леки муселинови или тюлени платове с растителни орнаменти. Усеща се лъх на романтизъм и искреност, долавя се спокойният уют на домашната интимност.
Мебелите, които са в основата на този интериор, са не само предмет на украса, а полезен и услужлив приятел на човека. Столовете са леки, с ажурени гърбове и с тапицирани или плетени седалки. Много от тях служат като образци за съвременния стол. Масите често са кръгли, подпрени на един централен крак. Не са рядкост маси или други високи мебели с крака във формата на лира. Канапетата и креслата са също с опростени, близки до съвременните форми. Платовете им са тънки, рипсени, раирани или с десени на цветя. Обикновено са приковани с големи декоративни гвоздеи. Типични мебели са шкафът с една врата и гондолообразният креват с еднакво високи табли. Използват се още всевъзможни бюфети, секретари, витрини, ъглови шкафове, разтегателни маси, столове-стълби за библиотеки, маси-щкафове. Най-вече дамските секретарите имат често тайни врати и чекмеджета.
В Бидермайер се уважава само онова, което е просто, практично, здраво и красиво. Неизбежен спътник на интериора са петролните лампи с абажури от плат, покритите с рисунки порцеланови съдове, завесите с мебелоподобни корнизи, цветята във вази или саксии и огледалата с тежки и сложни рамки. На голяма почит са ръчно изработените плетива и бродерии. Картините по стените са малки, често с миниатюрни размери. Поставят се в разнообразни рамки и обикновено се съчетават в неголеми групи.
Украсата на мебелите и вещите е незначителна. По подобие на класическите образци красотата се търси най-вече в прецизиране на формите. Интарзиите и инкрустациите от скъпи материали почти не се използват. Сръчните ръце на занаятчиите украсяват повърхностите само с плитко врязани или рисувани стилизирани цветя, клончета, венци и розети. Битовите теми запълват почти всички картини. За център на Живота се приема семейството и всички изкуства се занимават с неговото ежедневие: с обстановката, развлеченията и стремежите му. В тези картини всичко е винаги спокойно, благообразно, сериозно, малко сантиментално, но никога сълзливо. Създават се нови традиции, като например Новогодишния празник и украсената елха.
Въпреки това с развитието на периода стилът се отдалечава от първоначалния бунт срещу романтичната претрупаност и увеличава орнаментацията. Идеята за изчистени линии и практични форми се появява отново през 20. век. Мебелите от средния до късния Бидермайер представляват възвестяване на историцизма и възраждането на дълго търсени епохи.
Бидермайерът е опростена интерпретация на влиятелния френски имперски Наполеонов стил, който възвръща древноримските имперски стилове, като ги приспособява към домакинствата от началото на 19. век. За мебелите Бидермайер се използват материали, които се намират лесно, като череша, ясен и дъб и се изоставят скъпите дървесини като махагона, който е изцяло вносен. Въпреки че той се намирал лесно в търговски градове като Антверпен, Хамбург и Стокхолм, махагонът се таксувал винаги, когато преминавал в друга територия. Стлистично мебелите са прости и елегантни. В конструкцията им се използва идеалът „истина чрез материал“, който по-късно ще повлияе периодите Баухаус и Ар деко.
Много уникални дизайни са създадени във Виена, най-вече защото младите ученици са държали изпит за умението да използват материалите, относно създаването, оригиналността на дизайна и качеството на направения шкаф преди да бъдат допуснати в обществото на майсторите на шкафове. Мебелите от ранния период (1815 – 1830) са строги и неокласически по вдъхновение. Те съдържат фантастичните форми, които липсват във втората част на периода (1830 – 1848), която е силно повлияна от множество английски статии по въпросите на стила. Бидермайерът е първият стил в света, който произхожда от разрастващата се средна класа. Той предшества Викторианския стил и силно повлиява немскоговорещите страни.
Мебелите Бидермайер и начинът на живот от този период са изложени във Виенския музей на приложните изкуства от 1896 г. Голяма част от посетителите са толкова впечатлени от изложбата, че се наблюдава възраждане на стила в Европа. Това възраждане продължава до навлизането на Ар деко.
Оригиналният Бидермайер се променя по време на политическите събития в периода 1845 – 1848 г. Благодарение на революциите дизайнът на мебели през следващите години придобива силно изразени Вилхелмински или Викториански черти.
Терминът Бидермайер е използван също и за стил на изработка на часовници във Виена в началото на 19. век.

### Вътрешни пространства
Стаите са с близки до съвременните размери. Таваните са дървени или гладко измазани и обикновено ръбовете между стените и тях са заоблени. Стените са гладки, оцветени в бяло или покрити със светли тапети. Прозорците са поставени в дълбоки, често засводени тиши. Подовете са от дъски, а в ъгъла на почти всяка стая стои иззидана бяла печка. След преднамерената пищност на Барока и Рококо и преситената парадност на ампир тези простосърдечни и делови помещения озадачават и подкупват. 
Новост в интериора е гостната стая. Наричана още „чиста стая“ или „неделна стая“, тя възниква по подобие на аристократическите салони и отразява възгледите на пестеливия, но самоуважаващ се дребен буржоа. Тази стая е и причина за част от подигравките по отношение на Бидермайер. Чиста, спретната и подредена като своеобразна представителна изложба на семейството, тя се използва само в празничните дни или за посрещане на гости. Никога до това време в едно помещение не са били струпвани толкова сантиментални предмети: свирещи часовници, хартиени силуети, бродерии, сухи клончета, портрети, стайни цветя и всевъзможни миниатюрни неща. Може би идеята за претрупаните интериори на следващите две поколения си заражда именно в тези стаи. Сега обаче те отразяват душевния мир на своите обитатели и на малките им клавесини често се изпълняват трогателните песни на Шуберт, а вечер дълго се водят разговори около семейната маса. 

## Архитектура
Архитектурата на Бидермайер е белязана от простота и елегантност, представени в картините на Якоб Алт и Карл Шпицвег. Дребните буржоа не са в състояние да строят големи къщи и да ги обзавеждат със скъпи мебели. Те материализират скромните си материални възможности и непретенциозния си вкус в практични пространства и вещи.
Скромните еднофамилни къщи впоследствие заливат цяла Европа. Те са на един или два етажа, фасадите им са гладки, с тесни пиластри по ъглите, с плитки, набраздени в мазилката геометрични елементи и скромни входове. Най-голямата украса са цветята по прозорците и балконите или в градинките под тях.
Една от най-елегантните оцелели сгради в този стил е Виенската синагога. Чрез единството на простота, подвижност и функционалност Неокласическата архитектура на Бидермайер създава тенденция за навлизането на сецесиона (Jugendstil) – Ар нуво, Баухаус и архитектурата на 20 век.

## Изобразително изкуство
За австрийските художници от този период е характерно насочването към изобразяването на сантиментални и благочестиви сцени от света по реалистичен начин. Темите подсилват чувството за сигурност, традиционните добродетели и простота, а политическите и социалните коментари за периода са загърбени. Затова техниките, макар и класически, са изключително важни за постигането на реализма. Освен това техниката се смята не само за способ за предаване на анекдотични винетки, но и за представяне на настоящето. Това създава естетическо единство, видимо най-вече при портретите (например „Портрет на семейство Артхабер“, 1837 от Фридрих фон Амерлинг) пейзажите (например пейзажите на Валдмюлер или на Гауерман) или съвременните жанрови сцени (например „Спорът на кочияшите“, 1828 от Михаел Недер).
Ключови художници на Бидермайер са Фердинанд Георг Валдмюлер, Джузепе Томинц, Фридирх фон Амерлинг, Фридрих Гауерман, Йохан Баптист Райтер, Петер Фенди, Михаел Недер, Йозеф Данхаузер, Едмонд Луи Едуард Уудик и други.
Най-голямата колекциия на виенски художници от епохата на Бидермайер в света се намира в двореца Белведере.
В Дания Бидермайер съответства на Датския златен век – време на творчески разцвет в Дания, което обхваща картините на Кристиофър Вилхелм Екерсберг и неговите ученици, включително Вилхелм Бедс, Крайстен Кюбке, Мартинуш Оябю, Константин Хенсен и Вилхелм Марстран, както и неокласическите скулптори, вдъхновени от Бертел Торвелдсен. През този период се развива и датската архитектура в неокласически стил. Копенхаген придобива нов вид, благодарение на сградите на Кристиян Фредерик Хенсен и Михаел Готлиб Биндесбюл.

## Музика
Въпреки че този период е доминиран почти изцяло от Бетовен, чийто творби не са част от философията на Бидермайер, има и други композитори, при които проличава влиянието на това движение. Ранните песни на Шуберт са такъв пример. Те могат да бъдат изпълнявани на пиано без съществена музикална подготовка.

### Бидермайер и другите стилове
Особено значение за Бидермайер имат сръчността и художественият усет на занаятчиите, които познават копнежите на своите съграждани и успяват да демократизират хладните форми на стила „ампир“ и „класицизъм“. Заимстваното от класицизма е изчистено от прекалената си изтънченост, а взетото от ампира е лишено от парадност и надменност. Самоцелните декорации са почти заличени. Формите са опростени, конструкциите: здрави, вещите: удобни, настроението в интериора: сантиментално-романтично.
Бидермайер не е напълно проучен стил. Официалната изкуствоведска мисъл от миналото не го признава, даже го презира. „Бидермайер“ е поучителен стил. Той ни показва, как, когато Животът се нуждае от определени форми, общественият разум ги ражда дори без наличието на ръководен център. Подобно на „романския стил“ неговите пространства, мебели и вещи са дело на хиляди незнайни майстори. Вместо с преднамерена представителност, те са наситени с човешка топлота, уют и практичност.
|  | Тази страница частично или изцяло представлява превод на страницата Biedermeier в Уикипедия на английски. Оригиналният текст, както и този превод, са защитени от Лиценза „Криейтив Комънс – Признание – Споделяне на споделеното“, а за съдържание, създадено преди юни 2009 година – от Лиценза за свободна документация на ГНУ. Прегледайте историята на редакциите на оригиналната страница, както и на преводната страница, за да видите списъка на съавторите. ВАЖНО: Този шаблон се отнася единствено до авторските права върху съдържанието на статията. Добавянето му не отменя изискването да се посочват конкретни източници на твърденията, които да бъдат благонадеждни. |